# Terminthodia
Terminthodia là một chi thực vật thuộc họ Rutaceae. Chi này có các loài sau (tuy nhiên danh sách này có thể chưa đủ):
- Terminthodia viridiflora, Ridley